# Ротвил (Мисури)
Ротвил (енгл. Rothville) град је у америчкој савезној држави Мисури.

## Демографија
По попису из 2010. године број становника је 99, што је 6 (6,5%) становника више него 2000. године.
| Група             | 2000.      | 2010.      |
| Белци             | 92 (98,9%) | 95 (96,0%) |
| Афроамериканци    | 0 (0,0%)   | 0 (0,0%)   |
| Азијати           | 0 (0,0%)   | 0 (0,0%)   |
| Хиспаноамериканци | 0 (0,0%)   | 3 (3,0%)   |
| Укупно            | 93         | 99         |